# Галата, Иван Корнеевич
Иван Корнеевич Гала́та (укр. Іван Корнійович Галата; 20 января 1936, Губиниха — 21 июня 2022) — звеньевой колхоза «Червоный партизан» Новомосковского района Днепропетровской области, Украинская ССР. Герой Социалистического Труда (1976).

## Биография
Родился в 1936 году в крестьянской семье в селе Губиниха. Получил среднее образование в школе родного села. Потом трудился полеводом, механизатором в колхозе имени Котовского (позднее — колхоз «Червоный партизан») Новомосковского района. Позднее был назначен звеньевым механизированного свекловодческого звена в этом же колхозе. В 1953 году вступил в КПСС.
Бригада Ивана Галаты ежегодно собирала в среднем с каждого гектара от 250 до 520 центнеров сахарной свеклы. В 1975 году бригада досрочно выполнила принятые социалистические обязательства и задания Девятой пятилетки (1971—1975). Указом Президиума Верховного Совета СССР от 10 марта 1976 года «за выдающиеся успехи, достигнутые во Всесоюзном социалистическом соревновании, и проявленную трудовую доблесть в выполнении заданий девятой пятилетки и принятых обязательств по увеличению производства и продажи государству продуктов земледелия и животноводства» удостоен звания Героя Социалистического Труда с вручением ордена Ленина и золотой медали «Серп и Молот».
Неоднократно избирался депутатом сельского совета народных депутатов. Участвовал во Всесоюзной выставке ВДНХ. Работал в колхозе до выхода на пенсию.
Проживал в пгт Губиниха Новомосковского района.
Награды
- Герой Социалистического Труда
- Орден Ленина — дважды (08.04.1971; 1976)
- Юбилейная медаль «20 лет независимости Украины» (19 августа 2011 года) — за значительный личный вклад в социально-экономическое, научно-техническое и культурно-образовательное развитие Украинского государства, весомые трудовые достижения и многолетний добросовестный труд[1]